# 富谷カントリークラブ
富谷カントリークラブ（とみやカントリ－クラブ）は、宮城県富谷市にあるゴルフ場である。

## 概要
1958年（昭和33年）、宮城県黒川郡富谷村の村長・内ヶ崎康治が、富谷村内の高森山の赤松林と秣刈場一帯にゴルフ場を中心とした地域づくりを計画したことに始まる。当時宮城県下のゴルフ場はただ一つ「仙塩ゴルフ倶楽部」（1935年（昭和10年）開場、設計・赤星四郎）だけだった。内ヶ崎は、ゴルフ場とはどういったものなのか、仙塩ゴルフ倶楽部を覗きに行った熱の入れようだった。
ゴルフ場計画は、仙台の財界人に伝わり、富谷村出身の東北放送株式会社社長・佐々木孝三郎、株式会社河北新報社社長・菅野千代夫らにも届いた。同時に「100万人都市を目指すのにゴルフ場ひとつでは淋しい」との要請が仙台財界にもあった。1961年（昭和36年）8月9日、新たなゴルフ場の建設に向けて経営母体「株式会社河北ファミリーランド」が設立され、社長に菅野千代夫が就任、取締役の中に内ヶ崎康治の名もあった。
高森山の丘陵は、蔵王の秀峰を遥かに望む美しさで、仙台市民に親しまれてきた行楽地だった。しかし、1929年（昭和4年）、農林省と富谷村の間で赤松を植栽する官行造林として、貸与契約50年が結ばれていたことが判明した。富谷村は、契約の解除を申し入れたが、難航してしまった。その後、富谷村地区に松毛虫が大発生して赤松が全山枯死し、その結果、解約することになり用地問題は解決した。
クラブ名称は「富谷カントリークラブ」と決定され、理事長には河北新報社・東北放送会長の一色次郎が就任した。コース設計は富澤誠造に依頼した、富澤にとっては先行して設計を進めていた「仙台カントリー倶楽部・青葉山コース」（1962年（昭和37年）開場）に次ぐ設計となった。
1962年（昭和37年）6月30日、造成工事が着工され、1963年（昭和38年）10月13日、アウトコース9ホールが完成し、仮開場された。翌1964年（昭和39年）10月1日、インコース9ホールがが完成し、18ホール、距離6,420ヤード、パー72規模のゴルフ場が本開場された。

## 所在地
〒981-3302 宮城県富谷市三ノ関狼沢73-1

## コース情報
- 開場日 - 1963年19月13日
- 設計者 - 富澤 誠造
- 面積 - 760,000m2（約22.9万坪）
- コースタイプ - 丘陵コース
- コース - 18ホールズ、パー72、6,616ヤード、コースレート71.8
- フェアウェー - コウライ
- ラフ - ノシバ
- グリーン - 1グリーン、ベント
- ラウンドスタイル - 電磁誘導式乗用カート、1組4人が原則
- 練習場 - 18打席250ヤード
- 休場日 - 無休[2][3]

## クラブ情報
- ハウス面積 - 2,082m2（629.8坪）
- ハウス設計 - レーモンド設計事務所[4] 石川 恒雄[3]
- ハウス施工 - 大木建設株式会社[2][3]

## ギャラリー
- コース - 「富谷カントリークラブ」、コース紹介、2021年5月29日閲覧
- ハウス - 「富谷カントリークラブ」、レストラン、2021年5月29日閲覧

## 交通アクセス
鉄道
- 東北新幹線（JR東日本） - 仙台駅より タクシー利用約40分
- 仙台地下鉄南北線 - 泉中央駅より タクシー利用約20分[5]

道路
- 東北道 - 泉ICより 7Km[2]
- 東北道 - 大和ICより 5Km[2]

## 関連文献
- 『ゴルフ場ガイド 版』、2006-2007、「富谷カントリークラブ」、東京 ゴルフダイジェスト社、2006年5月、2021年5月29日閲覧
- 『美しい日本のゴルフコース BEAUTIFUL GOLF CULTURE IN JAPAN 日本のゴルフ110年記念 ゴルフは日本の新しい伝統文化である』、ゴルフダイジェスト社「美しい日本のゴルフコース」編纂委員会編、「昭和38年100万人都市『仙台』のゴルフ場として高森山に誕生」、東京 ゴルフダイジェスト社、2013年12月、2021年5月29日閲覧